# Andreas Classen
Andreas Classen, auch bekannt als Necropest sowie Andras Necropest (* im 20. Jahrhundert),  ist ein deutscher Black-Metal-Sänger und -Bassist.

## Karriere
Classen gehörte 1991 zum Gründungstrio der Grevenbroicher Dark-Metal-Band Bethlehem und sang die erste Veröffentlichung – die 7"-Vinyl-Single Thy Pale Dominion – sowie das Debütalbum Dark Metal ein. Im Anschluss verließ er die Band und gründete Paragon Belial. Die Formation nahm über verschiedene Demos hinaus auch drei Studioalben auf, die zwischen 1996 und einschließlich 2017 erschienen.
Im Jahr 2000 war er auf Within Deep Dark Chambers, dem Debütalbum schwedischen, Depressive Black Metal spielenden Band Shining für den Gesang verantwortlich, und 2006 wurde er als Bassist für Darkened Nocturn Slaughtercult aktiv.

## Diskografie (Auswahl)
- 1994: Bethlehem – Dark Metal
- 1996: Paragon Belial – Hordes of the Darklands
- 2000: Shining – Within Deep Dark Chambers
- 2008: Darkened Nocturn Slaughtercult – The Pest Called Humanity (Rerecording)
- 2008: Paragon Belial – Nosferathu Sathanis
- 2017: Paragon Belial – Necrophobic Rituals